# 曲がれ!スプーン
『曲がれ!スプーン』（まがれ!スプーン）は、上田誠の戯曲。『冬のユリゲラー』（ふゆのユリゲラー）と題して劇団ヨーロッパ企画により2000年12月に初演。2度の再演を経て、2009年12月に『曲がれ!スプーン』と改題して改訂再演され、同年10月23日に早川書房より刊行の同名戯曲集に収録された。街はずれの喫茶店「カフェ・ド・念力」を舞台に、日頃隠している超能力を仲間同士で披露するためクリスマス・イブに密かに集ったエスパーたちが予期せず紛れ込んだ部外者に秘密を守ろうと悪戦苦闘する姿を描いたシチュエーション・コメディ。
及びそれを元に製作された映画である。

## あらすじ
街はずれの風変わりな店名の喫茶店「カフェ・ド・念力」。そこには店名に引き寄せられるように、超能力に興味を持つ者が集まり、また実際に超能力を使えるものもこっそり現れていた。マスターは超能力者ではないものの、ある一件で超能力に助けられた経験があり、恩返しがしたいため、いつか超能力者が来てくれるよう、この店名にしたのだという。
とある年のクリスマス・イブの日、店を貸し切りにして超能力者たちがいつもは隠している力を見せ合うパーティーを開くことになった。しかしその中に超能力番組「あすなろサイキック」のAD・桜井が紛れてしまう。

## 登場人物
早乙女
喫茶店「カフェ・ド・念力」のマスター。
河岡
喫茶店の常連客。サイコキネシスが使える。
小山
最近来た客。テレポートが使える。
筧
喫茶店の常連客。透視能力の持ち主。
椎名
筧の後輩。テレパシー能力を持つ。
井出
喫茶店の常連客。電子機器を操る「エレキネシス」能力を持つ。
神田
細男。
桜井
テレビ番組AD。

## 上演日程
ヨーロッパ企画第7回公演 サイキックシチュエーションコメディ『冬のユリゲラー』
- 2000年12月15日 - 17日、京都・同志社大学新町別館小ホール
- 作・演出：上田誠
- 出演：石田剛太、酒井善史、諏訪雅、瀬戸中基良、玉田晋平、中川晴樹、永野宗典、本多力、松田暢子

ヨーロッパ企画第10回公演 サイキックシチュエーションコメディ『冬のユリゲラー2002』
- 2002年2月15日 - 17日、東京・天王洲アイルスフィアメックス
- 2002年3月8日 - 13日、京都・京都大学吉田寮食堂ホール
- 作・演出：上田誠
- 出演：石田剛太、酒井善史、諏訪雅、瀬戸中基良、玉田晋平、中川晴樹、永野宗典、本多力、松田暢子

ヨーロッパ企画2007年春ツアー〜バック・トゥ・2000シリーズ〜 ヨーロッパ企画第23回公演 雪組 『冬のユリゲラー』
- 2007年4月15日 - 22日、大阪・in→dependent theatre 2nd
- 2007年5月5日 - 15日、東京・ザ・スズナリ
- 作・演出：上田誠
- 出演：諏訪雅、土佐和成、中川晴樹、本多力、山脇唯、人羅真樹（イクイプメン）、首藤慎二（ベビー・ピー）、岡嶋秀昭

ヨーロッパ企画第28回公演『曲がれ!スプーン』
- 2009年12月10日 - 22日、東京・紀伊国屋ホール
- 2010年1月30日、福島・いわき芸術文化交流館アリオス小劇場
- 2010年2月5日 - 7日、京都・京都府立文化芸術会館
- 2010年2月11日、広島・アステールプラザ大ホール
- 2010年2月13日 - 15日、福岡・イムズホール
- 2010年2月19日 - 21日、愛知・テレピアホール
- 2010年2月26日 - 3月7日、大阪・ABCホール
- 作・演出：上田誠
- 出演：石田剛太、酒井善史、諏訪雅、角田貴志、土佐和成、中川晴樹、永野宗典、西村直子、本多力、山脇唯

## 書誌情報
- 上田誠 『曲がれ!スプーン』 早川書房〈ハヤカワSFシリーズ Jコレクション〉、2009年10月23日、ISBN 978-4-15-209077-5。 - 『サマータイムマシン・ブルース』、短篇小説『犬も歩けば』を併録

## 関連商品
DVD
- EUROPE DVD #10 冬のユリゲラー（ヨーロッパSHOP）
- ヨーロッパ企画「曲がれ!スプーン」（2010年5月19日、ポニーキャニオン、PCBE-53173）

## テレビドラマ
フジテレビの深夜ドラマ『劇団演技者。』にて第12回公演作「冬のユリゲラー」としてテレビドラマ化され、2005年8月10日から8月31日まで放送された。全4話。

## 映画
『曲がれ!スプーン』（まがれ!スプーン）は、『踊る大捜査線』シリーズで知られる本広克行監督による日本映画。主演は長澤まさみ。原作・脚本は、劇団・ヨーロッパ企画の上田誠。同劇団による舞台作品『冬のユリゲラー』を基にしている。2009年11月21日公開。
前述の原作舞台版ではわき役である桜井を主人公に置いた点が大きく異なる。

### あらすじ（映画）
超常現象バラエティ『あすなろサイキック』のAD・桜井米（よね）は、日々の業務に追われながらも前向きに頑張っていた。
そんなある日、視聴者からの情報を頼りに超常現象やエスパーを探す番組企画の担当を任される事になった米は、意気揚々と日本全国を旅して回るが、どの情報もインチキばかり。落ち込む米が最後の取材場所として向かった先は、『カフェ de 念力』という喫茶店。そこでは毎年クリスマス・イヴになると、本物のエスパー達が集い、普段隠していた超能力を存分に披露するクリスマスパーティーが開かれていた。だが、エスパー達にとって平穏を乱すマスコミは天敵。そのマスコミの米が突然来店して来たものだから、彼らは大慌て。
実は、パーティーの最中、今までパーティーを楽しんでいたエスパー達の中に、偽者が紛れ込んでしまったことが判明していたのだ。畳み掛けるように更なるトラブルも発生。果たして、エスパー達は、自分達の超能力を知られず、米を帰社させる事が出来るのか?そして、米は本物のエスパーを撮ってスクープにすることは!?

### キャスト（映画）
桜井米：長澤まさみ/幼少期：熊田聖亜・熊田胡々
本作の主人公。超常現象バラエティ『あすなろサイキック』の女性AD。番組の方針に疑問を感じつつ、多忙な日々を送るが、持ち前の明るさで奮闘する。幼少時の体験から、未だに超常現象を信じており、時たまスプーン曲げに挑戦しているが、本人に超能力は無い。番組に送られてきた郵送物を手掛かりに地方巡りをすることになる。
早乙女：志賀廣太郎（青年団）
喫茶店『カフェ de 念力』のマスター。超能力（透視や予知など）に関しては、現在修行中。小山をパーティに初めて連れてきた。過去に、犬に襲われた際、エスパーに助けられた。喫茶店のネーミングもその体験から、今のように、エスパーが集まる店にするため。
河岡：諏訪雅（ヨーロッパ企画）
サイコキネシスを持つエスパー。自らの意思で何でも動かせるが、細かい制御をする事は出来ない。かっとなるとついサイコキネシスを使ってしまうことがある。サイコキネシスを扱うときは、両手の平を対象に向けて行う。工場勤務。
井手：川島潤哉（コマツ企画）
エレキネシス（自らの意思で電子機器を操作できる）を持つエスパー。家電は苦手。エレキネシスを行うときは、大仰な動作のあとに対象物に向けて軽く握った右手を向ける。その際には、周りのことは目に入らなくなる。
エレキネシスにより操作された電子機器はその後、バグる（機器のプログラムが予定外・想定外の動作を行う状態）ことがある。
筧：中川晴樹（ヨーロッパ企画）
透視能力を持つエスパー。時折、卑猥なことに使うこともある。透視するときには右手の平を広げて、こめかみに寄せる。椎名と会社のトイレで偶然出会い、パーティに連れてきた。
椎名：辻修（動物電気）
テレパシーを持つエスパー。人の心が読めるが、繊細な性格で読みとった内容に傷つく事も少なくない。会社のトイレで偶然、筧と出会い、パーティに初参加する。心を読むときには、握手（思念が強ければ直接でなくても可能）して目を閉じ集中する。終始冷静で、心優しい人物である。
小山：三宅弘城（ナイロン100℃）
テレポーテーションを持つエスパーと紹介されるが、正確には、5秒間だけ時間を止めてから自力で移動するため、実際にはテレポートではなくタイムストップという能力を持つ。マスターに連れられて、パーティには初参加である。時間を止めるときには、グッと体全体に力を込めている。うどん屋勤務。
神田：岩井秀人（ハイバイ・青年団）
通称：細男。由来は、身体が細いから。エスパーではなくいわゆる「びっくり人間」。『あすなろサイキック』に応募して、桜井と『カフェ de 念力』で待ち合わせをした。なぜか、彼のシーンには口笛がBGMとして流れる。
寺島進
通称：へっちゃら男。本人が飼う毒蜘蛛に刺されてもへっちゃらという、「びっくり人間」。『あすなろサイキック』に応募して、桜井と自宅で待ち合わせをした。今回、その「びっくり人間」披露のために使われた一匹の蜘蛛が騒動の一つの発端となる。
松重豊
河岡の勤務先の工場長。彼のテレキネシスにより数メートル飛ばされ、病院送りとなった。そのためか、常に首を傾げている。
甲本雅裕
湾岸テレビの番組『あすなろサイキック』のディレクター。「ネタ撮れるまで帰ってくんな」と言って、桜井を地方巡りに放り出す。
三代目魚武濱田成夫
通称：UFO男。テレビ番組『あすなろサイキック』に出演している。UFOを呼ぶ力を持っているらしい。
コースケ・マツイ：ユースケ・サンタマリア（友情出演）
テレビ番組『あすなろサイキック』の司会者。映画『UDON』でユースケ・サンタマリア本人が演じた主人公と同じ名前（読み）である。
中村康則：平田満
テレビ番組『あすなろサイキック』に出演。編集長（テロップより）。超常現象をとにかく肯定する人物。
外山幸一：木場勝己
テレビ番組『あすなろサイキック』に出演。教授（テロップより）。超常現象否定派。ただし、番組では改めて否定する必要もないものしか、出てきていない。
永野宗典（ヨーロッパ企画）
喫茶店『カフェ de 念力』の近所にある洋菓子店ワールドの店員。クリスマスのため、トナカイの扮装をしている。
佐々木蔵之介（友情出演）
桜井が『あすなろサイキック』に送られてきた郵送物を頼りに訪れた人物の一人。映画『サマータイムマシン・ブルース』に登場したタイムマシン（見た目同じものだが、タイムスリップには失敗した模様）と一緒に一瞬のみ登場。ファッションは同じようだが、保積光太郎役かは不明。一緒に本多力が登場する。
本多力（ヨーロッパ企画）
桜井が『あすなろサイキック』に送られてきた郵送物を頼りに訪れた人物の一人。映画『サマータイムマシン・ブルース』に登場したタイムマシン（見た目同じものだが、タイムスリップには失敗した模様）と一緒に一瞬のみ登場。未来人・田村かどうかは不明。一緒に佐々木蔵之介が登場。
升毅（友情出演）
映画『サマータイムマシン・ブルース』に『神様』として登場したときとほとんど同じように登場している。道を聞かれる軽トラに乗ったおじさん。UFO通りを歩くサラリーマンなどなど。さらに、同作品に登場の、彼が描かれたポスターも三つセットで見られる。洋菓子店ワールドの店員でサンタにもなっている。
千葉オライリー（と無法の世界）（THE BOHEMIANS）

### スタッフ（映画）
- 監督：本広克行
- 原作・脚本：上田誠（ヨーロッパ企画）
- 撮影：川越一成
- 主題歌：YUKI「COSMIC BOX」
- 制作プロダクション：ROBOT
- 配給：東宝

### サイドストーリー
『曲がれ!スプーン サイドストーリー 〜スプーン曲がってますけど…〜』
映画連動企画のミニドラマ。桜井米が取材中にスプーンを曲げまくる青年を見てしまった話。フジテレビで、2009年11月19日テレビ放映の映画『サマータイムマシン・ブルース』や11月21日テレビ放映の映画『UDON』の放映中にテレビ放送されたほか、映画特番『曲がれ!スプーン公開記念番組 スクープ!!超能力者（エスパー）との遭遇!?』中でも放送された。1分40秒の短編。

#### キャスト（サイドストーリー）
桜井米：長澤まさみ、先輩AD：石田剛太、げんこつ少女：西村直子、警備員：魔法使いアキット

#### スタッフ（サイドストーリー）
脚本・監督：上田誠